# Németh Béla (újságíró)
Németh Béla (Ócsa, 1854. február 25. – Budapest, 1881. február 9.) újságíró, szerkesztő. 

## Életútja
Atyja Nagy Ignácz, aki 1848–49-ben honvéd volt, Ócsáról Vácra költözött és Németh Béla ott járta a négy gimnáziumi osztályt. Innét Pestre ment, majd Esztergomban két évig tanult, azután ismét visszament Pestre, ahol érettségi vizsgát tett és az egyetemen bölcselethallgató volt. Atyját korán elvesztvén anyagi gondokkal küzdött. Mikor önkéntesi évét élte, Boszniába kellett vonulnia; itt megbetegedett és elbocsátották; sokáig feküdt Linzben betegen; végül megromlott egészséggel hazajött és tüdővészben meghalt. Korának több jeles költőjét és íróját nyerte meg folyóiratai munkatársául, többek között Arany Jánost, Reviczky Gyulát, Tolnai Lajost és Mikszáth Kálmánt. 
Munkatársa volt a Független Polgárnak és a Magyar Hírlapnak. Elbeszéléseket és vegyes humorisztikus cikkeket írt a Képes Családi Lapokba (1879–81.) és saját lapjaiba.
Szerkesztette a Képes Hetilapot 1878. február 10-től június 2-ig; a Család Lapját és melléklapját a Hirnököt 1878. június 23-tól augusztus 25-ig; a Tarka Világot 1879-ben, csak öt száma jelent meg. Segédszerkesztője volt a Képes Családi Lapoknak 1879. december 21-től 1880. szeptember végeig; azontúl felelős szerkesztője 1881. február 9-ig Budapesten.